# Bistum Quiché
Das Bistum Quiché (lat.: Dioecesis Quicensis) ist ein in Guatemala gelegenes römisch-katholisches Bistum mit Sitz in Santa Cruz del Quiché. Es umfasst das Departamento El Quiché.

## Geschichte
Papst Paul VI. gründete das Bistum Santa Cruz del Quiché am 27. April 1967 aus Gebietsabtretungen des Bistums Sololá, das dem Erzbistum Guatemala als Suffraganbistum unterstellt wurde. 
Am 13. Februar 1996 wurde es Teil der Kirchenprovinz des Erzbistums Los Altos Quetzaltenango-Totonicapán. Am 11. Juli 2000 erhielt es seinen heutigen Namen.

## Ordinarien

### Bischöfe von Santa Cruz del Quiché
- Humberto Lara Mejía CM, 5. Mai 1967–9. Juni 1972
- José Julio García Aguilar, 2. November 1972–22. August 1974
- Juan José Gerardi Conedera, 22. August 1974–14. August 1984
- Julio Edgar Cabrera Ovalle, 31. Oktober 1986–11. Juli 2000

### Bischöfe von Quiché
- Julio Edgar Cabrera Ovalle, 2000–2001, dann Bischof von Jalapa
- Mario Alberto Molina Palma OAR, 2004–2011, dann Erzbischof von Los Altos Quetzaltenango-Totonicapán
- Rosolino Bianchetti Boffelli, 2012–2023
- Juan Manuel Cuá Ajacum, seit 2023